# Ildefonso Sierra y Orantes
Ildefonso Sierra y Orantes   (Granada, c. 1820 - Madrid, 1 de maig de 1883) va ser un enginyer espanyol, acadèmic de la Reial Acadèmia de Ciències Exactes, Físiques i Naturals.
Fill d'un coronel d'enginyers, va ingressar en el cos d'Enginyers, sortint de l'acadèmia el primer de la seva promoció, d'un total de disset. El juliol del 1843 va viure el lloc de Sevilla i va ser destinat posteriorment a les ordres del general Zarco del Valle, per indicació d'est estudiaria ciències físico-naturals, pel que va marxar a París en 1846. Tornaria a l'any següent, encarregant-se de la classe de física i química en l'acadèmia del cos, que va exercir fins a 1853. Més tard va ser destinat a Cadis, on va idear un sistema pel recalç i reparació de les muralles de la ciutat, amb l'ocupació de calçs hidràuliques. A continuació va treballar en la construcció del segon dic de carena de l'Arsenal de la Carraca, entre 1856 i 1861, a més de projectar i executar la reforma de l'edifici observatori astronòmic de San Fernando. Després d'això se'l destinaria a Castella la Nova i en la Direcció general.
Abans de marxar a París en 1846 es va examinar en la Universitat Central de Madrid i va obtenir els graus de llicenciat i de doctor en ciències físico-matemàtiques. En crear-se en 1846 la Reial Acadèmia de Ciències Exactes, Físiques i Naturals, va ser nomenat acadèmic corresponsal i, més tard, de nombre, per substituir Zarco del Valle, en 1869. Va ser autor d' Informe sobre la aplicación de la electricidad a la voladura de los hornillos de mina (1850), Examen de los diferentes sistemas de cimentación empleados en las construcciones hidráulicas (1857) o Proyecto de ensanche del segundo dique de carenas del arsenal de la Carraca (1865), a més del discurs de recepció en la Reial Acadèmia de Ciències.

## Obres
- Sierra y Orantes, Ildefonso. Discursos leídos ante la Academia de Ciencias Exactas Físicas y Naturales en la recepción pública del señor D. Ildefonso Sierra y Orantes.  Madrid: Imprenta de la viuda de Aguado e hijo, 1869.